# TJ Moravan Lednice
TJ Moravan Lednice (celým názvem: Tělovýchovná jednota Moravan Lednice) je český fotbalový klub, který sídlí v Lednici na Břeclavsku v Jihomoravském kraji. Založen byl v roce 1949. Od sezony 2011/12 hrál I. A třídu Jihomoravského kraje – sk. B (6. nejvyšší soutěž), kterou v sezoně 2021/22 vyhrál a kvalifikoval se poprvé ve své historii do nejvyšší jihomoravské soutěže.
Největším úspěchem klubu je postup do Přeboru Jihomoravského kraje. Klubovými barvami jsou modrá a bílá.
Odchovancem klubu je mj. Arnošt Lukášek, který hrál za Spartak ZJŠ Brno (dobový název Zbrojovky) v československé lize v sezoně 1964/65.

## Historické názvy
Zdroj: 
- 1949 – JTO Sokol Lednice (Jednotná tělovýchovná organisace Sokol Lednice)
- 1953 – DSO Sokol Lednice (Dobrovolná sportovní organisace Sokol Lednice)
- 1957 – TJ Sokol Lednice (Tělovýchovná jednota Sokol Lednice)
- 19?? – TJ Moravan Lednice (Tělovýchovná jednota Moravan Lednice)

## Stručná historie lednické kopané
Klub byl od svého vzniku účastníkem nižších okresních soutěží, v Okresním přeboru Břeclavska se objevil poprvé v roce 1993 po 21 letech strávených ve III. třídě.
Roku 2015 klub zaznamenal nejvyšší počet členů v mládežnické základně ve své historii.

### Kanonýr Miroslav Fobl
Tento útočník (* 27. března 1985), často chybně uváděný jako Fóbl, nastřílel za A-mužstvo lednického Moravanu v období 2008–2023 celkem 223 góly. 63 branek docílil v I. B třídě (2008–2011), dalších 159 přidal v I. A třídě (2011–2022) a 1 v Jihomoravském krajském přeboru (2022/23). Tento stav je aktuální ke konci sezony 2022/23. Od sezony 2023/24 je Miroslav Fobl trenérem A-mužstva.
- Přebor Jihomoravského kraje: 2022/23: 1[25]
- I. A třída Jihomoravského kraje: 2011/12: 18,[10][14] 2012/13: 21,[10][15] 2013/14: 16,[10][16] 2014/15: 19,[17] 2015/16: 22,[18] 2016/17: 20,[19] 2017/18: 12,[20] 2018/19: 21,[21] 2019/20: 1,[22] 2020/21: 1,[23] 2021/22: 8[24]
- I. B třída Jihomoravského kraje: 2008/09: 27,[10][11] 2009/10: 16,[10][12] 2010/11: 20[10][13]

Poznámka:
- 2008–2011: V každé sezoně se stal nejlepším střelcem soutěže.[10][11][12][13]

## Zázemí klubu
Roku 2013 přibylo k travnaté hrací ploše i hřiště s umělým povrchem. V Lednici se konal i Memoriál Františka Harašty.
U areálu je parkoviště s kapacitou 200 míst.

## Umístění v jednotlivých sezonách
Stručný přehled
Zdroj: 
- 1954–1956: Okresní přebor Břeclavska
- 1984–1988: Okresní soutěž Břeclavska – sk. A
- 1991–1993: Okresní soutěž Břeclavska – sk. A
- 1993–1999: Okresní přebor Břeclavska
- 1999–2000: I. B třída Jihomoravské župy – sk. B
- 2000–2001: I. B třída Jihomoravské župy – sk. D
- 2001–2002: I. B třída Jihomoravské župy – sk. B
- 2002–2004: I. B třída Jihomoravského kraje – sk. B
- 2004–2011: I. B třída Jihomoravského kraje – sk. C
- 2011–2022: I. A třída Jihomoravského kraje – sk. B
- 2022– : Přebor Jihomoravského kraje

Jednotlivé ročníky
Zdroj: 
Legenda: Z – zápasy, V – výhry, R – remízy, P – porážky, VG – vstřelené góly, OG – obdržené góly, +/− – rozdíl skóre, B – body, červené podbarvení – sestup, zelené podbarvení – postup, fialové podbarvení – reorganizace, změna skupiny či soutěže
| Československo (1954 – 1993) |                                         |        |    |     |     |     |     |     |     |    |        |
| Sezóny                       | Liga                                    | Úroveň | Z  | V   | R   | P   | VG  | OG  | +/− | B  | Pozice |
| 1954                         | Okresní přebor Břeclavska               | 5      | 22 | 5   | 3   | 14  | 34  | 86  | −52 | 13 | 12.    |
| 1955                         | Okresní přebor Břeclavska               | 7      | 22 | 4   | 3   | 15  | 27  | 119 | −92 | 11 | 12.    |
| 1956                         | Okresní přebor Břeclavska               | 7      | 22 | 4   | 4   | 14  | 32  | 84  | −52 | 12 | 10.    |
| ...                          |                                         |        |    |     |     |     |     |     |     |    |        |
| 1984/85                      | Okresní soutěž Břeclavska – sk. A       | 8      | 26 | 16  | 3   | 7   | 58  | 33  | +25 | 35 | 4.     |
| 1985/86                      | Okresní soutěž Břeclavska – sk. A       | 8      | 26 | 14  | 4   | 8   | 54  | 38  | +16 | 32 | 4.     |
| 1986/87                      | Okresní soutěž Břeclavska – sk. A       | 9      | 26 | ... | ... | ... | ... | ... | ... |    |        |
| 1987/88                      | Okresní soutěž Břeclavska – sk. A       | 9      | 26 | 9   | 8   | 9   | 34  | 35  | −1  | 26 | 7.     |
| …                            |                                         |        |    |     |     |     |     |     |     |    |        |
| 1991/92                      | Okresní soutěž Břeclavska – sk. A       | 9      | 26 | 14  | 5   | 7   | 68  | 47  | +21 | 33 | 4.     |
| 1992/93                      | Okresní soutěž Břeclavska – sk. A       | 9      | 26 | 19  | 2   | 5   | 92  | 33  | +59 | 40 | 1.     |
| Česko (1993 – )              |                                         |        |    |     |     |     |     |     |     |    |        |
| Sezóny                       | Liga                                    | Úroveň | Z  | V   | R   | P   | VG  | OG  | +/− | B  | Pozice |
| 1993/94                      | Okresní přebor Břeclavska               | 8      | 26 | …   | …   | …   | …   | …   | …   |    |        |
| 1994/95                      | Okresní přebor Břeclavska               | 8      | 26 | 12  | 8   | 6   | 52  | 32  | +20 | 44 | 3.     |
| 1995/96                      | Okresní přebor Břeclavska               | 8      | 26 | …   | …   | …   | …   | …   | …   |    |        |
| 1996/97                      | Okresní přebor Břeclavska               | 8      | 26 | 12  | 4   | 10  | 65  | 54  | +11 | 40 | 7.     |
| 1997/98                      | Okresní přebor Břeclavska               | 8      | 26 | 14  | 7   | 5   | 62  | 28  | +34 | 35 | 2.     |
| 1998/99                      | Okresní přebor Břeclavska               | 8      | 26 | 19  | 4   | 3   | 82  | 35  | +47 | 61 | 1.     |
| 1999/00                      | I. B třída Jihomoravské župy – sk. B    | 7      | 26 | 15  | 7   | 4   | 70  | 41  | +29 | 52 | 2.     |
| 2000/01                      | I. B třída Jihomoravské župy – sk. D    | 7      | 26 | 10  | 6   | 10  | 45  | 51  | −6  | 36 | 6.     |
| 2001/02                      | I. B třída Jihomoravské župy – sk. B    | 7      | 26 | 10  | 5   | 11  | 39  | 36  | +3  | 35 | 7.     |
| 2002/03                      | I. B třída Jihomoravského kraje – sk. B | 7      | 26 | 8   | 4   | 14  | 47  | 45  | +2  | 28 | 12.    |
| 2003/04                      | I. B třída Jihomoravského kraje – sk. B | 7      | 26 | 10  | 5   | 11  | 39  | 36  | +3  | 35 | 10.    |
| 2004/05                      | I. B třída Jihomoravského kraje – sk. C | 7      | 26 | 9   | 5   | 12  | 37  | 40  | −3  | 32 | 11.    |
| 2005/06                      | I. B třída Jihomoravského kraje – sk. C | 7      | 26 | 12  | 7   | 7   | 46  | 26  | +20 | 43 | 4.     |
| 2006/07                      | I. B třída Jihomoravského kraje – sk. C | 7      | 26 | 12  | 4   | 10  | 83  | 56  | +27 | 40 | 4.     |
| 2007/08                      | I. B třída Jihomoravského kraje – sk. C | 7      | 26 | 12  | 4   | 10  | 47  | 45  | +2  | 40 | 4.     |
| 2008/09                      | I. B třída Jihomoravského kraje – sk. C | 7      | 26 | 16  | 5   | 5   | 72  | 37  | +35 | 53 | 2.     |
| 2009/10                      | I. B třída Jihomoravského kraje – sk. C | 7      | 26 | 13  | 6   | 7   | 46  | 37  | +9  | 45 | 4.     |
| 2010/11                      | I. B třída Jihomoravského kraje – sk. C | 7      | 26 | 17  | 4   | 5   | 62  | 29  | +33 | 55 | 1.     |
| 2011/12                      | I. A třída Jihomoravského kraje – sk. B | 6      | 26 | 12  | 5   | 9   | 47  | 47  | 0   | 41 | 4.     |
| 2012/13                      | I. A třída Jihomoravského kraje – sk. B | 6      | 26 | 12  | 7   | 7   | 58  | 44  | +14 | 43 | 5.     |
| 2013/14                      | I. A třída Jihomoravského kraje – sk. B | 6      | 26 | 14  | 3   | 9   | 62  | 37  | +25 | 45 | 2.     |
| 2014/15                      | I. A třída Jihomoravského kraje – sk. B | 6      | 26 | 17  | 3   | 6   | 79  | 30  | +49 | 54 | 2.     |
| 2015/16                      | I. A třída Jihomoravského kraje – sk. B | 6      | 26 | 12  | 5   | 9   | 60  | 38  | +22 | 41 | 6.     |
| 2016/17                      | I. A třída Jihomoravského kraje – sk. B | 6      | 26 | 11  | 5   | 10  | 50  | 44  | +6  | 38 | 5.     |
| 2017/18                      | I. A třída Jihomoravského kraje – sk. B | 6      | 26 | 12  | 6   | 8   | 62  | 53  | +9  | 42 | 6.     |
| 2018/19                      | I. A třída Jihomoravského kraje – sk. B | 6      | 26 | 17  | 2   | 7   | 68  | 39  | +29 | 53 | 2.     |
| 2019/20                      | I. A třída Jihomoravského kraje – sk. B | 6      | 13 | 5   | 1   | 7   | 22  | 28  | -6  | 16 | 9.     |
| 2020/21                      | I. A třída Jihomoravského kraje – sk. B | 6      | 9  | 7   | 2   | 0   | 35  | 13  | +22 | 23 | 2.     |
| 2021/22                      | I. A třída Jihomoravského kraje – sk. B | 6      | 26 | 21  | 2   | 3   | 80  | 17  | +63 | 65 | 1.     |
| 2022/23                      | Přebor Jihomoravského kraje             | 5      | 30 | 7   | 10  | 13  | 34  | 49  | -15 | 31 | 14.    |
| 2023/24                      | Přebor Jihomoravského kraje             | 5      | 30 | 9   | 3   | 18  | 44  | 63  | -19 | 30 | 14.    |
| 2024/25                      | Přebor Jihomoravského kraje             | 5      | 30 | 10  | 4   | 16  | 41  | 57  | -16 | 34 | 10.    |

Poznámky:
- 2014/15: Po vítězném Baníku Ratíškovice odmítla postup do Jihomoravského krajského přeboru také mužstva Moravanu Lednice a Slavoje Velké Pavlovice (3. místo). Nabídku využil až Sokol Lanžhot, který skončil čtvrtý.[41]
- 2019/20 a 2020/21: Tyto sezony byly předčasně ukončeny z důvodu pandemie covidu-19 v Česku.

## TJ Moravan Lednice „B“
TJ Moravan Lednice „B“ je rezervním týmem Lednických, který hrál od sezony 2016/17 Okresní přebor Břeclavska (8. nejvyšší soutěž). V sezoně 2018/19 se ze soutěže odhlásil a jeho výsledky byly anulovány. Poté splynul s C-mužstvem a nastupoval v Základní třídě Břeclavska (10. nejvyšší soutěž). Před sezonou 2021/22 se spojil se Sokolem Přítluky, od něhož převzal místo ve Okresní soutěži Břeclavska a vystupuje jako TJ Sokol Přítluky/TJ Moravan Lednice „B“.

### Umístění v jednotlivých sezonách
Stručný přehled
Zdroj: 
- 2003–2006: Základní třída Břeclavska – sk. A
- 2006–2009: Okresní soutěž Břeclavska – sk. A
- 2009–2011: Základní třída Břeclavska – sk. A
- 2011–2016: Okresní soutěž Břeclavska – sk. A
- 2016–2019: Okresní přebor Břeclavska
- 2019–2021: Základní třída Břeclavska – sk. A
- 2021–2023: Okresní soutěž Břeclavska – sk. A
- 2023– : Okresní přebor Břeclavska

Jednotlivé ročníky
Zdroj: 
Legenda: Z – zápasy, V – výhry, R – remízy, P – porážky, VG – vstřelené góly, OG – obdržené góly, +/− – rozdíl skóre, B – body, červené podbarvení – sestup, zelené podbarvení – postup, fialové podbarvení – reorganizace, změna skupiny či soutěže
| Česko (2003 – ) |                                   |        |                                                       |                                                       |                                                       |                                                       |                                                       |                                                       |                                                       |                                                       |                                                       |                                                       |                                                       |
| Sezóny          | Liga                              | Úroveň | Z                                                     | V                                                     | R                                                     | P                                                     | VG                                                    | OG                                                    | +/−                                                   | B                                                     | Pozice                                                |                                                       |                                                       |
| 2003/04         | Základní třída Břeclavska – sk. A | 10     | 26                                                    | 9                                                     | 5                                                     | 12                                                    | 48                                                    | 52                                                    | −4                                                    | 32                                                    | 8.                                                    |                                                       |                                                       |
| 2004/05         | Základní třída Břeclavska – sk. A | 10     | 24                                                    | 11                                                    | 5                                                     | 8                                                     | 71                                                    | 44                                                    | +27                                                   | 38                                                    | 5.                                                    |                                                       |                                                       |
| 2005/06         | Základní třída Břeclavska – sk. A | 10     | 22                                                    | 16                                                    | 3                                                     | 3                                                     | 80                                                    | 27                                                    | +53                                                   | 51                                                    | 1.                                                    |                                                       |                                                       |
| 2006/07         | Okresní soutěž Břeclavska – sk. A | 9      | 26                                                    | 9                                                     | 5                                                     | 12                                                    | 50                                                    | 54                                                    | −4                                                    | 32                                                    | 9.                                                    |                                                       |                                                       |
| 2007/08         | Okresní soutěž Břeclavska – sk. A | 9      | 26                                                    | 7                                                     | 6                                                     | 13                                                    | 45                                                    | 71                                                    | −26                                                   | 27                                                    | 13.                                                   |                                                       |                                                       |
| 2008/09         | Okresní soutěž Břeclavska – sk. A | 9      | 26                                                    | 4                                                     | 3                                                     | 19                                                    | 44                                                    | 94                                                    | −50                                                   |                                                       | 14.                                                   |                                                       |                                                       |
| 2009/10         | Základní třída Břeclavska – sk. A | 10     | 22                                                    | 3                                                     | 7                                                     | 12                                                    | 45                                                    | 53                                                    | −8                                                    | 16                                                    | 10.                                                   |                                                       |                                                       |
| 2010/11         | Základní třída Břeclavska – sk. A | 10     | 28                                                    | 19                                                    | 2                                                     | 7                                                     | 86                                                    | 42                                                    | +44                                                   | 37                                                    | 3.                                                    |                                                       |                                                       |
| 2011/12         | Okresní soutěž Břeclavska – sk. A | 9      | 26                                                    | 10                                                    | 7                                                     | 9                                                     | 39                                                    | 46                                                    | −7                                                    | 37                                                    | 8.                                                    |                                                       |                                                       |
| 2012/13         | Okresní soutěž Břeclavska – sk. A | 9      | 26                                                    | 8                                                     | 1                                                     | 17                                                    | 36                                                    | 80                                                    | −44                                                   | 25                                                    | 12.                                                   |                                                       |                                                       |
| 2013/14         | Okresní soutěž Břeclavska – sk. A | 9      | 26                                                    | 7                                                     | 5                                                     | 14                                                    | 41                                                    | 75                                                    | −34                                                   | 26                                                    | 12.                                                   |                                                       |                                                       |
| 2014/15         | Okresní soutěž Břeclavska – sk. A | 9      | 22                                                    | 17                                                    | 4                                                     | 1                                                     | 68                                                    | 22                                                    | +46                                                   | 55                                                    | 1.                                                    |                                                       |                                                       |
| 2015/16         | Okresní soutěž Břeclavska – sk. A | 9      | 24                                                    | 19                                                    | 3                                                     | 2                                                     | 83                                                    | 30                                                    | +53                                                   | 60                                                    | 1.                                                    |                                                       |                                                       |
| 2016/17         | Okresní přebor Břeclavska         | 8      | 26                                                    | 14                                                    | 5                                                     | 7                                                     | 73                                                    | 57                                                    | +16                                                   | 47                                                    | 4.                                                    |                                                       |                                                       |
| 2017/18         | Okresní přebor Břeclavska         | 8      | 26                                                    | 11                                                    | 5                                                     | 10                                                    | 58                                                    | 50                                                    | +8                                                    | 38                                                    | 7.                                                    |                                                       |                                                       |
| 2018/19         | Okresní přebor Břeclavska         | 8      | B-mužstvo se odhlásilo a jeho výsledky byly anulovány | B-mužstvo se odhlásilo a jeho výsledky byly anulovány | B-mužstvo se odhlásilo a jeho výsledky byly anulovány | B-mužstvo se odhlásilo a jeho výsledky byly anulovány | B-mužstvo se odhlásilo a jeho výsledky byly anulovány | B-mužstvo se odhlásilo a jeho výsledky byly anulovány | B-mužstvo se odhlásilo a jeho výsledky byly anulovány | B-mužstvo se odhlásilo a jeho výsledky byly anulovány | B-mužstvo se odhlásilo a jeho výsledky byly anulovány | B-mužstvo se odhlásilo a jeho výsledky byly anulovány | B-mužstvo se odhlásilo a jeho výsledky byly anulovány |
| 2019/20         | Základní třída Břeclavska – sk. A | 10     | 10                                                    | 6                                                     | 2                                                     | 2                                                     | 36                                                    | 17                                                    | +19                                                   | 20                                                    | 2.                                                    |                                                       |                                                       |
| 2020/21         | Základní třída Břeclavska – sk. A | 10     | 9                                                     | 2                                                     | 3                                                     | 4                                                     | 17                                                    | 11                                                    | +6                                                    | 9                                                     | 6.                                                    |                                                       |                                                       |
| 2021/22         | Okresní soutěž Břeclavska – sk. A | 9      | 18                                                    | 10                                                    | 4                                                     | 4                                                     | 51                                                    | 22                                                    | +29                                                   | 34                                                    | 2.                                                    |                                                       |                                                       |
| 2022/23         | Okresní soutěž Břeclavska – sk. A | 9      | 16                                                    | 13                                                    | 0                                                     | 3                                                     | 69                                                    | 16                                                    | +53                                                   | 39                                                    | 1.                                                    |                                                       |                                                       |
| 2023/24         | Okresní přebor Břeclavska         | 8      |                                                       |                                                       |                                                       |                                                       |                                                       |                                                       |                                                       |                                                       |                                                       |                                                       |                                                       |

Poznámky:
- 2010/11: Mužstva FC Pálava Mikulov „B“ (vítěz) a TJ Sokol Charvátská Nová Ves „B“ (2. místo) se postupu zřekla.[49]
- 2014/15: Mužstvo se postupu zřeklo.[49]
- 2019/20 a 2020/21: Tyto sezony byly předčasně ukončeny z důvodu pandemie covidu-19 v Česku.

## TJ Moravan Lednice „C“
TJ Moravan Lednice „C“ je druhým rezervním týmem Lednických, který hrál v sezoně 2018/19 Základní třídu Břeclavska (10. nejvyšší soutěž). Po odhlášení původního B-mužstva z okresního přeboru se z C-mužstva stalo B-mužstvo. Před sezonou 2023/24 se spojil se Sokolem Bulhary, od něhož převzal místo ve Základní třídě Břeclavska a vystupuje jako TJ Sokol Bulhary/TJ Moravan Lednice „C“.

### Umístění v jednotlivých sezonách
Stručný přehled
- 2018–2019: Základní třída Břeclavska – sk. A
- 2019–2023: Bez soutěže
- 2023– : Základní třída Břeclavska – sk. A

Jednotlivé ročníky
Legenda: Z – zápasy, V – výhry, R – remízy, P – porážky, VG – vstřelené góly, OG – obdržené góly, +/− – rozdíl skóre, B – body, červené podbarvení – sestup, zelené podbarvení – postup, fialové podbarvení – reorganizace, změna skupiny či soutěže
| Česko (2018 – ) |                                                             |                                                             |                                                             |                                                             |                                                             |                                                             |                                                             |                                                             |                                                             |                                                             |                                                             |
| Sezóny          | Liga                                                        | Úroveň                                                      | Z                                                           | V                                                           | R                                                           | P                                                           | VG                                                          | OG                                                          | +/−                                                         | B                                                           | Pozice                                                      |
| 2018/19         | Základní třída Břeclavska – sk. A                           | 10                                                          | 22                                                          | 9                                                           | 4                                                           | 9                                                           | 62                                                          | 51                                                          | +11                                                         | 31                                                          | 7.                                                          |
| 2019–2023       | V tomto období nebylo C-mužstvo přihlášeno v žádné soutěži. | V tomto období nebylo C-mužstvo přihlášeno v žádné soutěži. | V tomto období nebylo C-mužstvo přihlášeno v žádné soutěži. | V tomto období nebylo C-mužstvo přihlášeno v žádné soutěži. | V tomto období nebylo C-mužstvo přihlášeno v žádné soutěži. | V tomto období nebylo C-mužstvo přihlášeno v žádné soutěži. | V tomto období nebylo C-mužstvo přihlášeno v žádné soutěži. | V tomto období nebylo C-mužstvo přihlášeno v žádné soutěži. | V tomto období nebylo C-mužstvo přihlášeno v žádné soutěži. | V tomto období nebylo C-mužstvo přihlášeno v žádné soutěži. | V tomto období nebylo C-mužstvo přihlášeno v žádné soutěži. |
| 2023/24         | Základní třída Břeclavska – sk. A                           | 10                                                          |                                                             |                                                             |                                                             |                                                             |                                                             |                                                             |                                                             |                                                             |                                                             |